# Дарс
Дарс (на немски: Darß) е средната част от полуострова Фишланд-Дарс-Цингст по прибалтийското крайбрежие на Германия.

## Етимология
Името Дарс идва от славянската дума dračĭ и означава „трънак“. Името би могло да се преведе като“място, обрасло с тръни“

## География
Полуостровът разделя веригата от плитки крайбрежни води/ бодден/ „Дарс- Цингст Бодденкетте“ от откритите води на Балтийско море. Частта Дарс принадлежи към провинция Предна Померания, докато Фишланд исторически принадлежи към Мекленбург. Границата минава край селището Ааренсхооп.
Полуостровът е дълъг 45 км и лежи между градовете Рощок и Щралзунд.
На полуостров Дарс се намират селата Борн на Дарс, Преров и Вийк. По-голямата част от Дарс е покрита с гора, т.нар. Дарсвалд, с площ 5800 хектара. Северната част на Дарс се нарича Дарсер орт, там се намира едноименният фар. В селището Вийк съществува изложба, която осведомява за флората и фауната на „Националния парк на преднопомеранската верига от плитки крайбрежни води“, както и изнесената изложба на Морския музей в Щралзунд, помещаваща се във фара на Дарсер орт.
В миналото на Дарс са се намирали някои от най-известните вековни гори на Германската империя. Всъщност те не могат да се нарекат в точния смисъл вековни, понеже от Средновековието насам са били изсичани с различна интензивност. Едва след изграждането на Националния парк „Предна Померания с плитките крайбрежни води“ (Nationalpark Vorpmmersche Boddenlandschaft) поне в централната част на гората Дарсвалд тази дейност е прекратена. В миналото преобладаващият вид са били буковите дървета. Въпреки бракониерската сеч по време на датската и френската окупация днес все още има останали букове.
По-късно пруски лесовъди залесяват оголените части, като се избират бързорастящи иглолистни видове – смърч, бор (Pseudotsuga menziesii), европейска лиственица (Larix decidua), горски бор (Pinus sylvestris).
Източната част на полуостров Цингст и средната част на Дарс са части от Националния парк „Предна Померания с плитките крайбрежни води“.

## История
Исторически полуостровите Дарс и Цингст принадлежат към Предна Померания. След Тридесетгодишната война до Наполеоновата епоха Дарс, както и цяла Предна Померания са шведски, между 1715 и 1720 са датски.
В миналото както Фишланд, така и Дарс и Цингст са били острови. Едва премахването от страна на Хората на проливите между Фишланд и Дарс /14 век/ и между Дарс и Цингст /19 век/ ги свързват със сушата. При наводнението през 1872 г. река Преров, която дотогава е разделяла Дарс от Цингст се пълни с пясък, а две години тя бива напълно запълнена и се построява дига. Така Цингст се превръща в полуостров.

## Стопанство
Туризмът е най-важният икономически клон на Дарс. Най-голямата част от туризма се пада на ваканционното летуване и почивното дело. Следвано е от почивката на къмпинг. Има само един голям хотел („Бернщайн“ в Преров) и няколко средни и малки хотели и пансиони. Четирите селища на Дарс имат правото да събират курортни такси, които са най-големият източник на приходи за общините.
До полуостров Дарс може да се стигне с Узедомската железница, тръгваща от Щралзунд и стигаща до Барт, от където пътниците се извозват с автобуси до полуострова.
Много популярни са плажовете с фин пясък край Преров, както и приливите и отливите, причинени от ветровете /Windflüchter/